# Socket 563

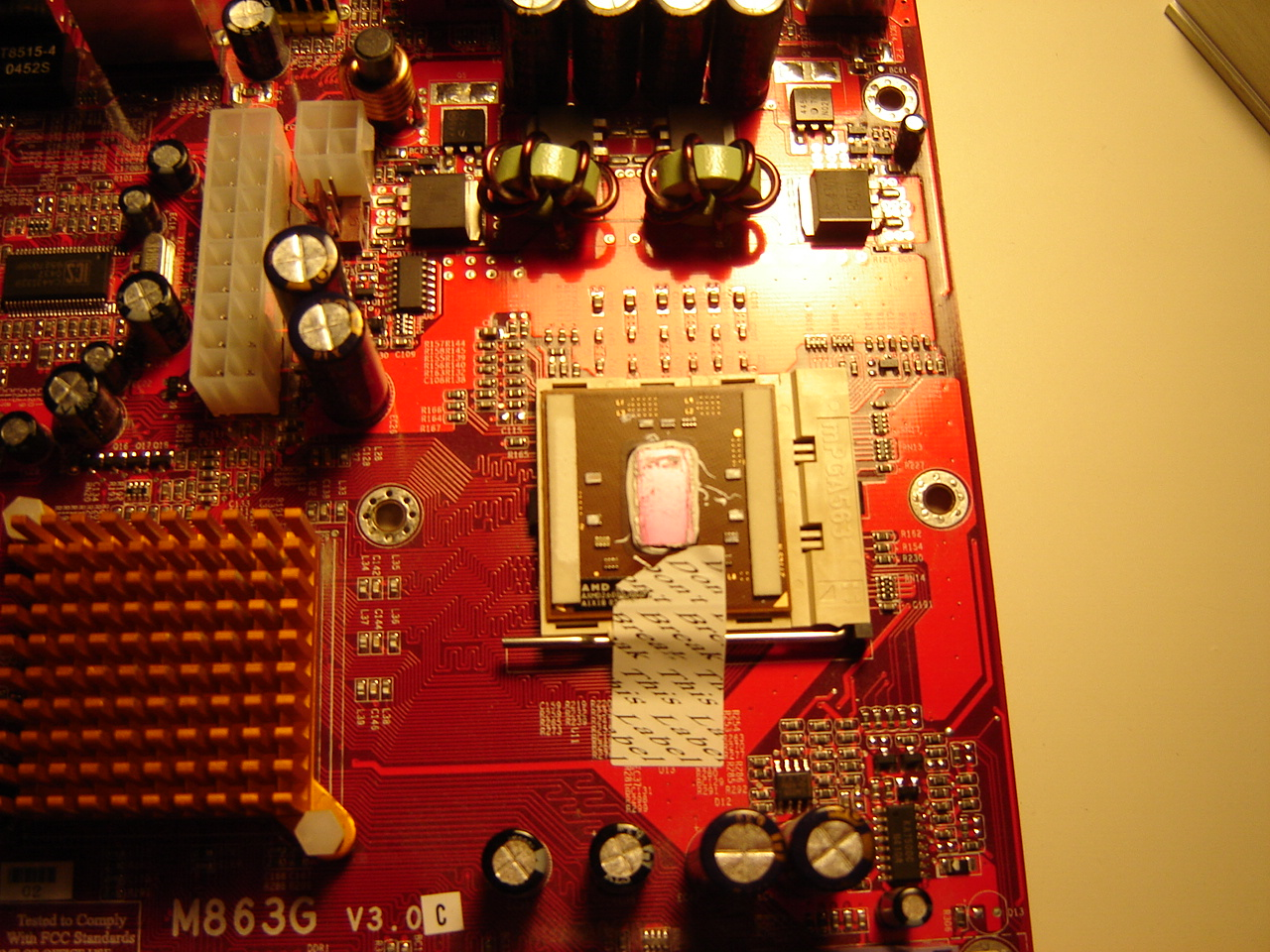
Socket 563 egy asztali alaplapon, processzorral.

A Socket 563 egy microPGA processzorfoglalat, amit kizárólag az alacsony fogyasztású (16 és 25 W hődisszipációjú) Athlon XP-M processzorok számára terveztek.
Ez a foglalat általában laptopokban található meg, különleges, alacsony fogyasztású alkatrészeket igényel, amik különböznek a normál Athlon processzoroktól.
Léteznek asztali alaplapok, amelyek Socket 563-as foglalattal szerelnek. A PCChips árulta a M863G Ver3 tipusú lapját (amit valójában az ECS gyártott) amit egy Socket 563-as processzorral és hűtővel együtt szállítottak.